# Ctenopteris argyrata
Ctenopteris argyrata là một loài dương xỉ trong họ Polypodiaceae. Loài này được Tardieu mô tả khoa học đầu tiên năm 1959.
Danh pháp khoa học của loài này chưa được làm sáng tỏ. 